# 花崎利義
花崎 利義（はなさき としよし、1899年8月17日 - 1994年10月8日）は、日本の経営者。住友海上火災保険社長、会長を務めた。

## 経歴
千葉県出身。1927年に慶応義塾大学経済学部を卒業し、1928年に住友海上火災保険に入社。1948年6月に取締役に就任し、同年10月に常務、1949年6月に専務を経て、1950年6月には社長に就任。1962年6月に会長を経て、1964年6月には相談役に就任。
1972年6月に藍綬褒章を受章し、1969年11月に勲三等瑞宝章を受章。
1994年10月8日、急性肺炎のために死去。95歳没。